# Нодзаки, Кёко
Кёко Нодзаки (яп. 野崎 京子, род. 1964, Осака, Япония) — японский химик, специалист по химическому синтезу, профессор Токийского университета. Член Лондонского королевского общества (2024).

## Биография
Кёко Нодзаки родилась в 1964 году в Осаке, Япония. Её отец, Хитоси Нодзаки, был профессором в Киотского университета и научным руководителем будущего нобелевского лауреата Рёдзи Ноёри. Кёко с начальной школы интересовалась наукой, предпочитала точные науки. В старшей школе она увлекалась физикой и математикой, однако после выпуска решила начать изучать химию по совету отца, поскольку, по его мнению, образование физика не имеет больших перспектив трудоустройства. Она поступила на инженерный факультета Киотского университета, где изучала промышленную химию. В течение учёбы Нодзаки не интересовалась академической карьерой, но работа над дипломом подтолкнула её к дальнейшему изучению химии.
Исследовательница стала первой женщиной и 30-м почётным приглашённым профессором в рамках лекций имени Карла Циглера, организуемых Институтом исследования угля Общества Макса Планка в Германии в память о немецком учёном. 29—31 октября 2018 года она читала лекции. В 2021 году Кёко Нодзаки стала лауреатом премии L’Oréal — ЮНЕСКО «Для женщин в науке» в размере 100 000 евро. Основанием стали «новаторский, творческий и инновационный вклад в развитие промышленности в области синтетической химии для производства молекул, полезных для медицины и устойчивого сельского хозяйства». В 2022 году профессор заявила, что в будущем планирует исследовать вопрос распада полимеров.
В 2024 году была избрана членом Лондонского королевского общества.

## Личная жизнь
На момент 2018 года Кёко Нодзаки живёт с мужем в Токио, имеет двух сыновей.

## Награды
Благодаря своим исследованиям Кёко Нодзаки стала лауреатом множества японских и международных наград. Некоторые из них:
- Премия Химическое общество Японии (2019)[8]
- Премия L’Oréal — ЮНЕСКО «Для женщин в науке» (2021)
- Награда министра образования, культуры, спорта, науки и технологий Японии (2022)[7]